# Красная ратуша

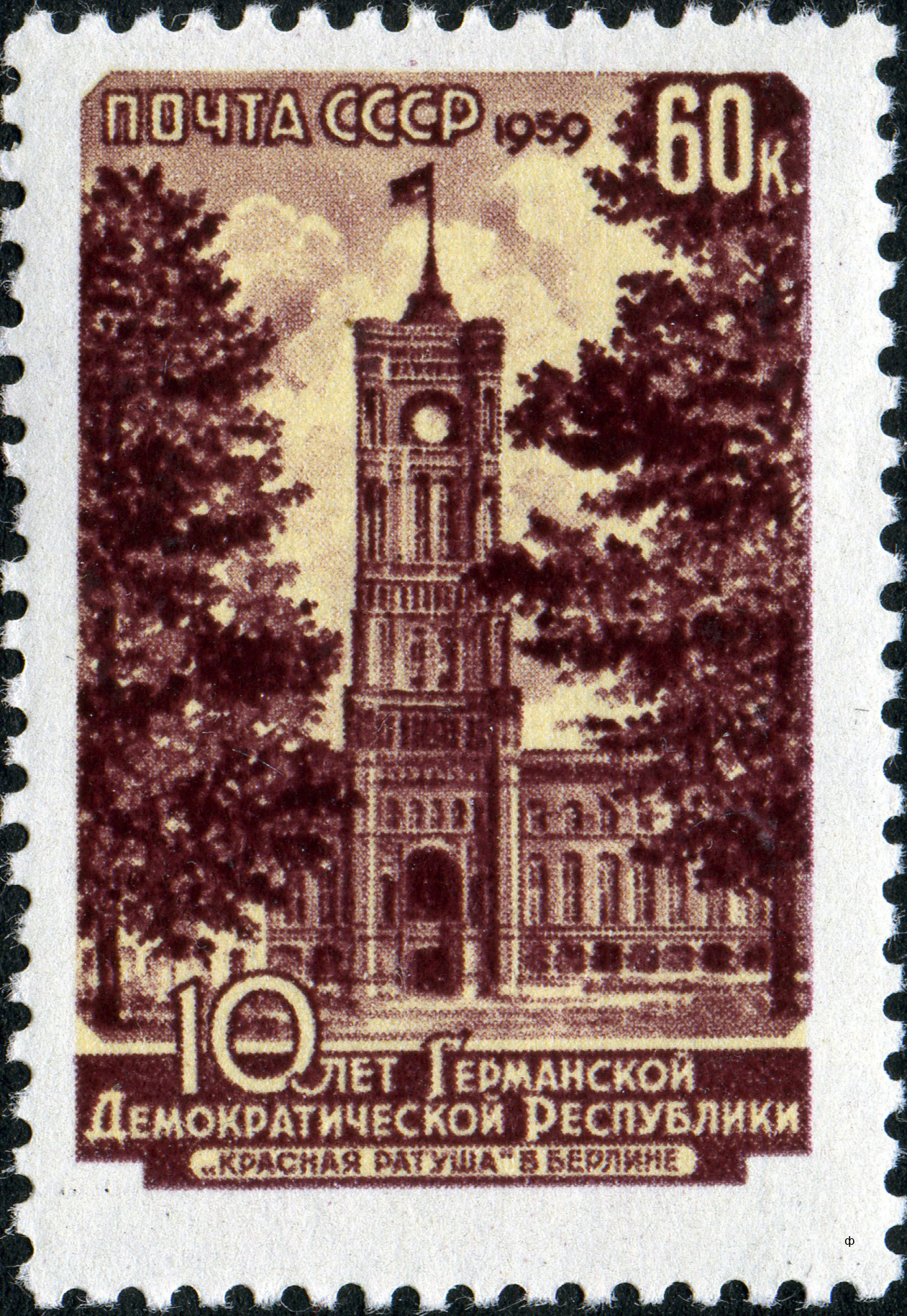
Почтовая марка СССР

Красная ратуша (нем. Rotes Rathaus) — историческое здание в центре Берлина, названное так по своему фасаду красного кирпича.
Построена в 1861—1869 годах в стиле полуренессанса-полуготики по проекту архитектора Г. Ф. Веземана. Высота четырёхугольной башни ратуши, выстроенной по образу и подобию башен Ланского собора, составляет 74 метра.
Во время Второй мировой войны здание было разрушено; восстановлено в 1951—1958 годах с изменениями в интерьере. На первом этаже находятся Гербовый и Колонный залы, которые выполняют представительские функции.
После восстановления в Красной ратуше размещались Берлинское городское представительное собрание и магистрат Восточного Берлина ГДР, отчего понятие Красная ратуша приобрело переносный смысл. 
С 1 октября 1991 года в здании размещается резиденция правительства (Сената) объединённой земли Берлин. Здесь же расположен рабочий кабинет правящего бургомистра города. Парадная лестница и часть залов доступны для свободного посещения.
В 2021 году открыта станция метро Красная ратуша.

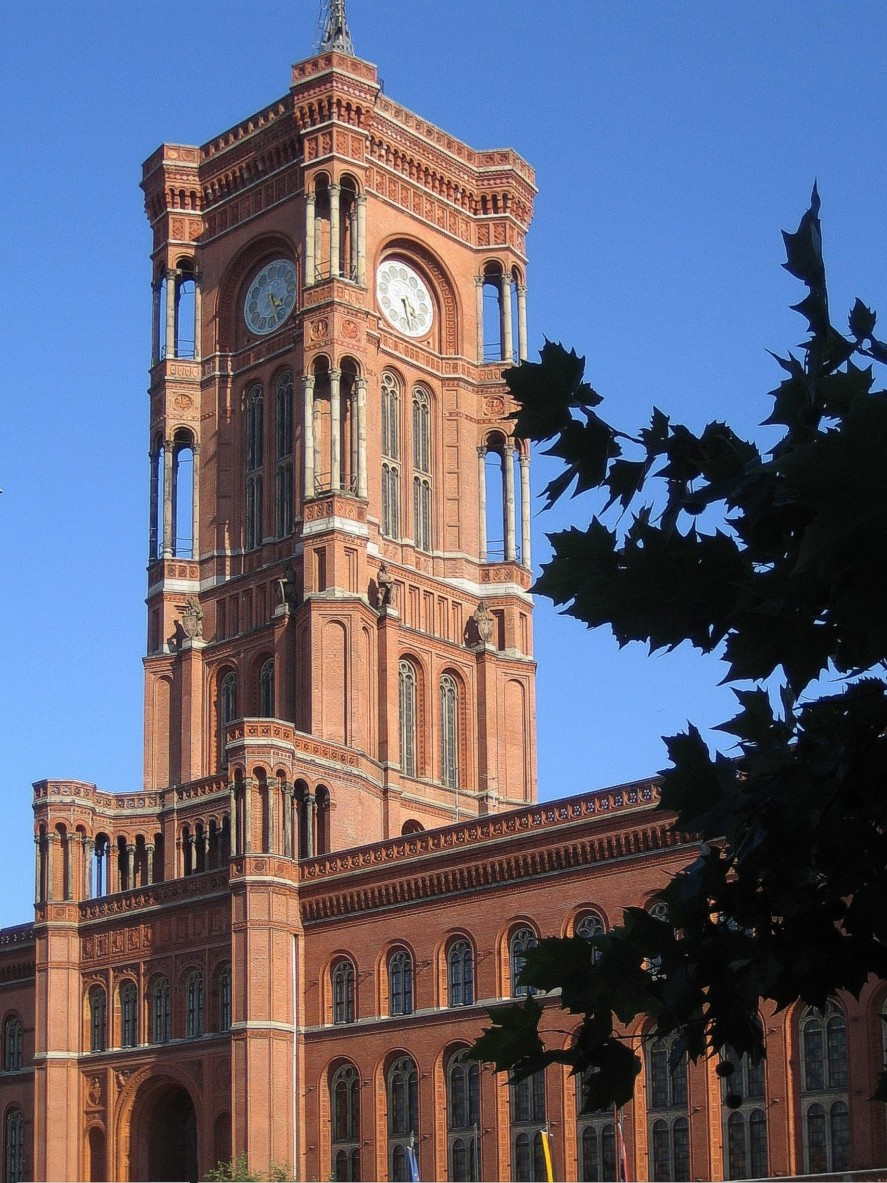
Башня Красной ратуши
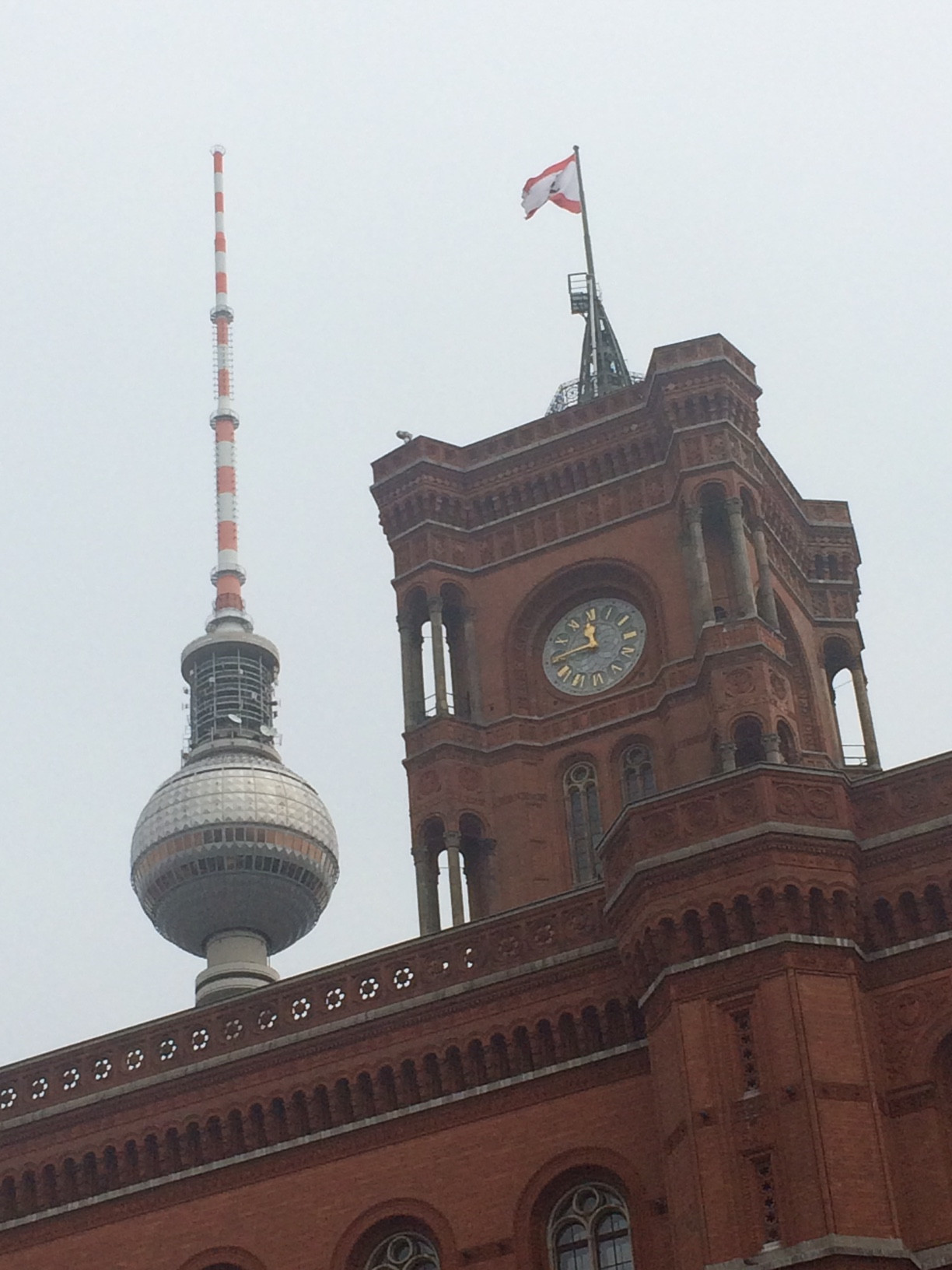
Две башни
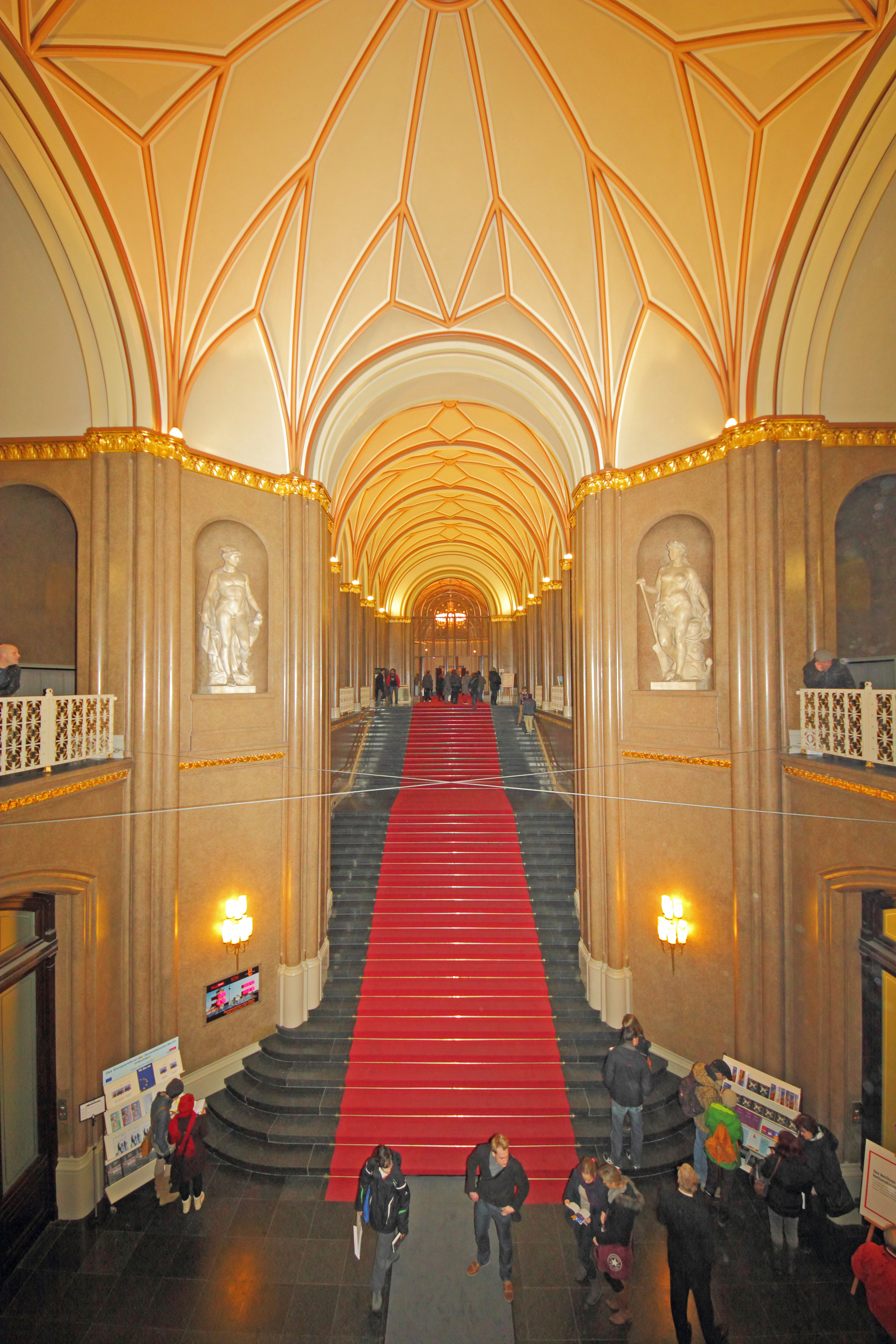
Парадная лестница
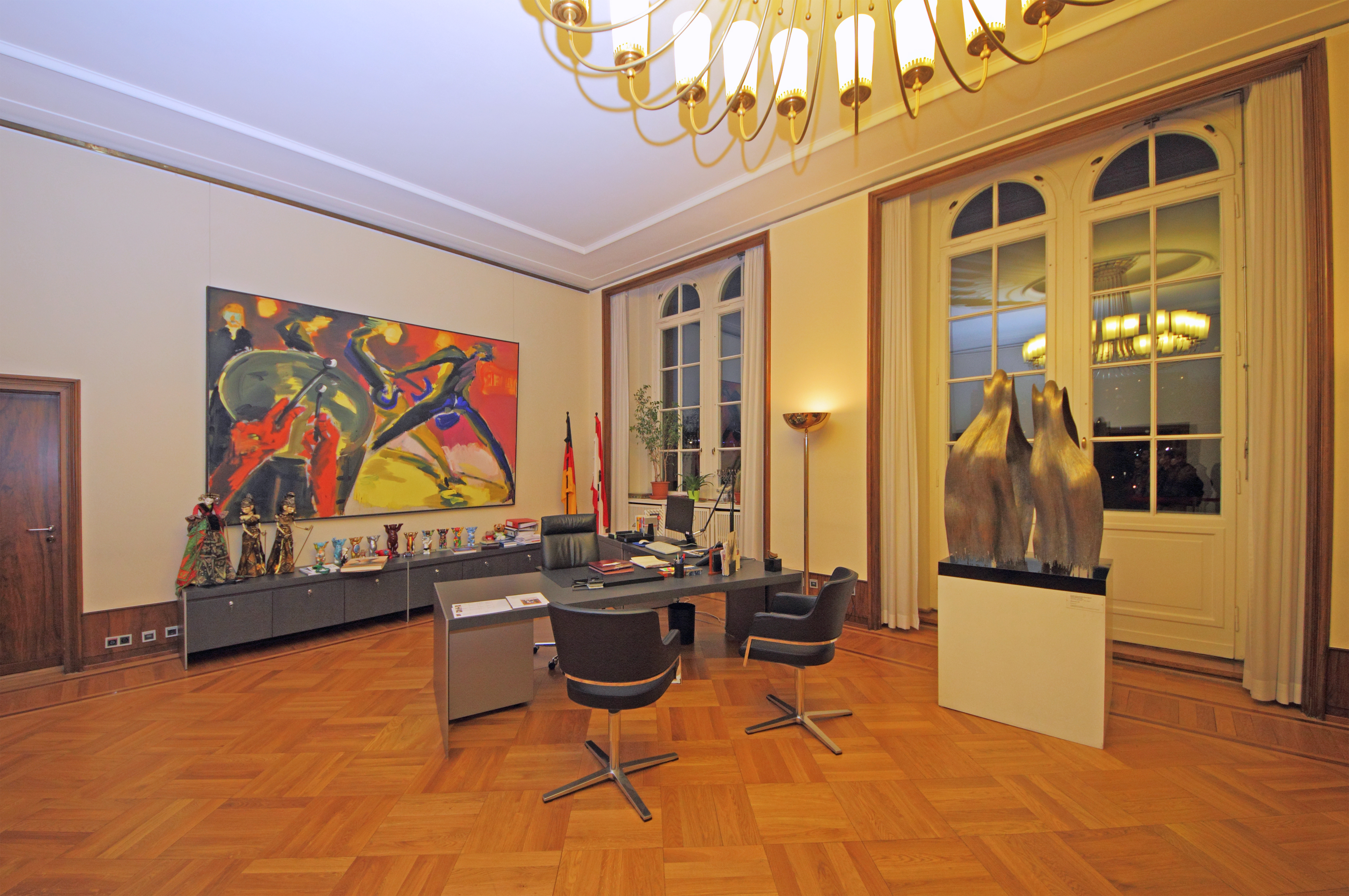
Рабочий кабинет правящего бургомистра Берлина
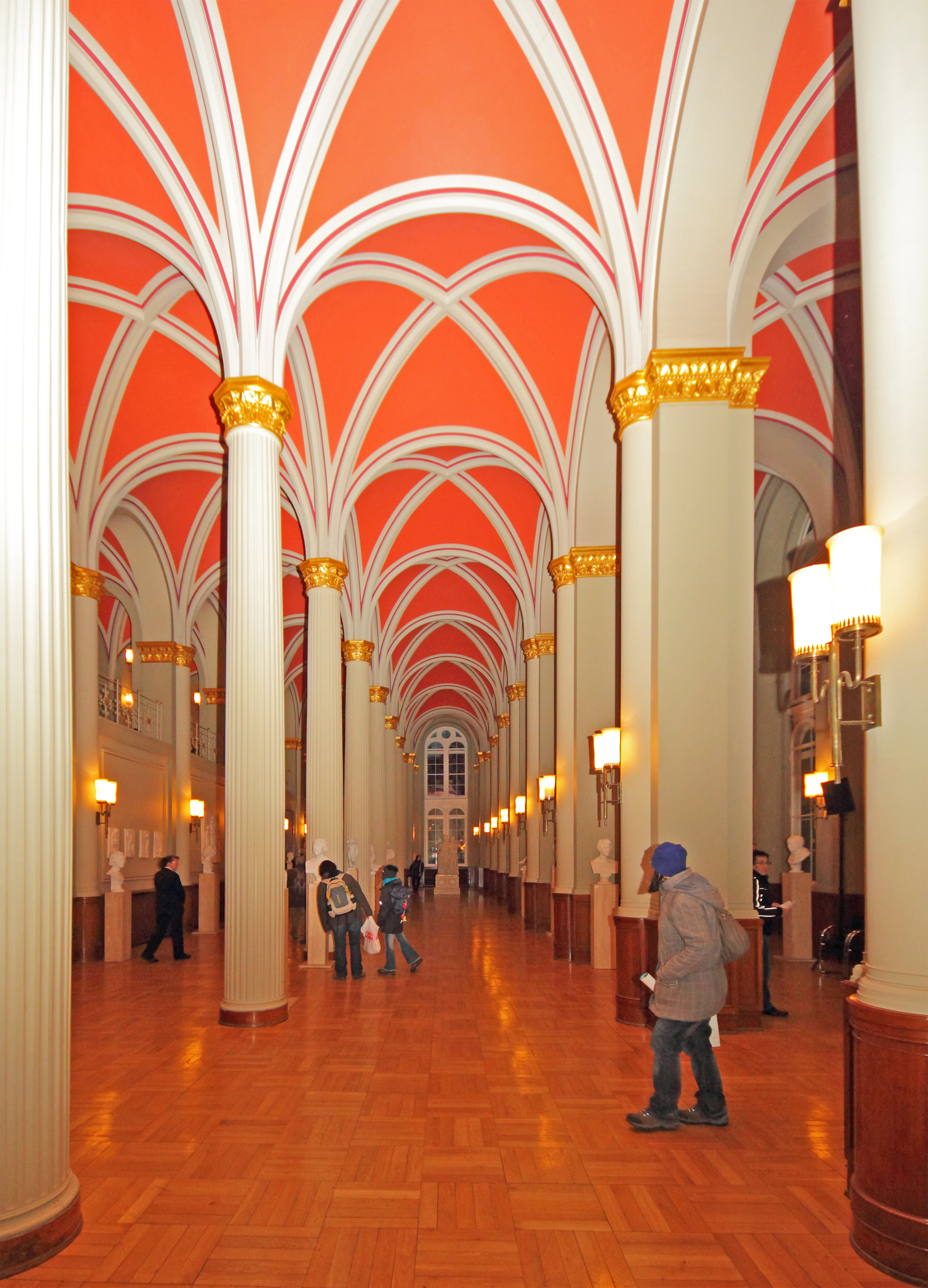
Колонный зал
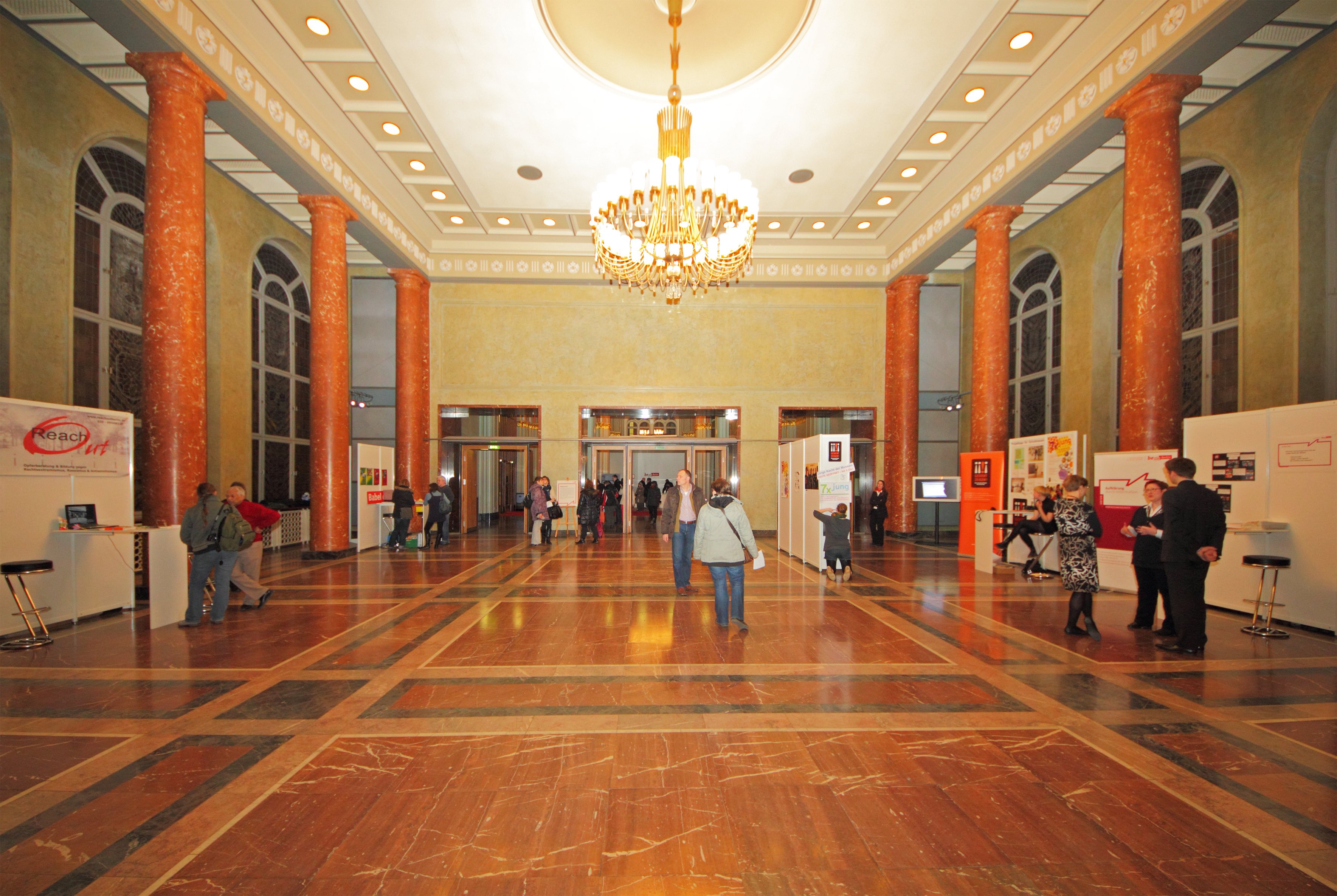
Гербовый зал
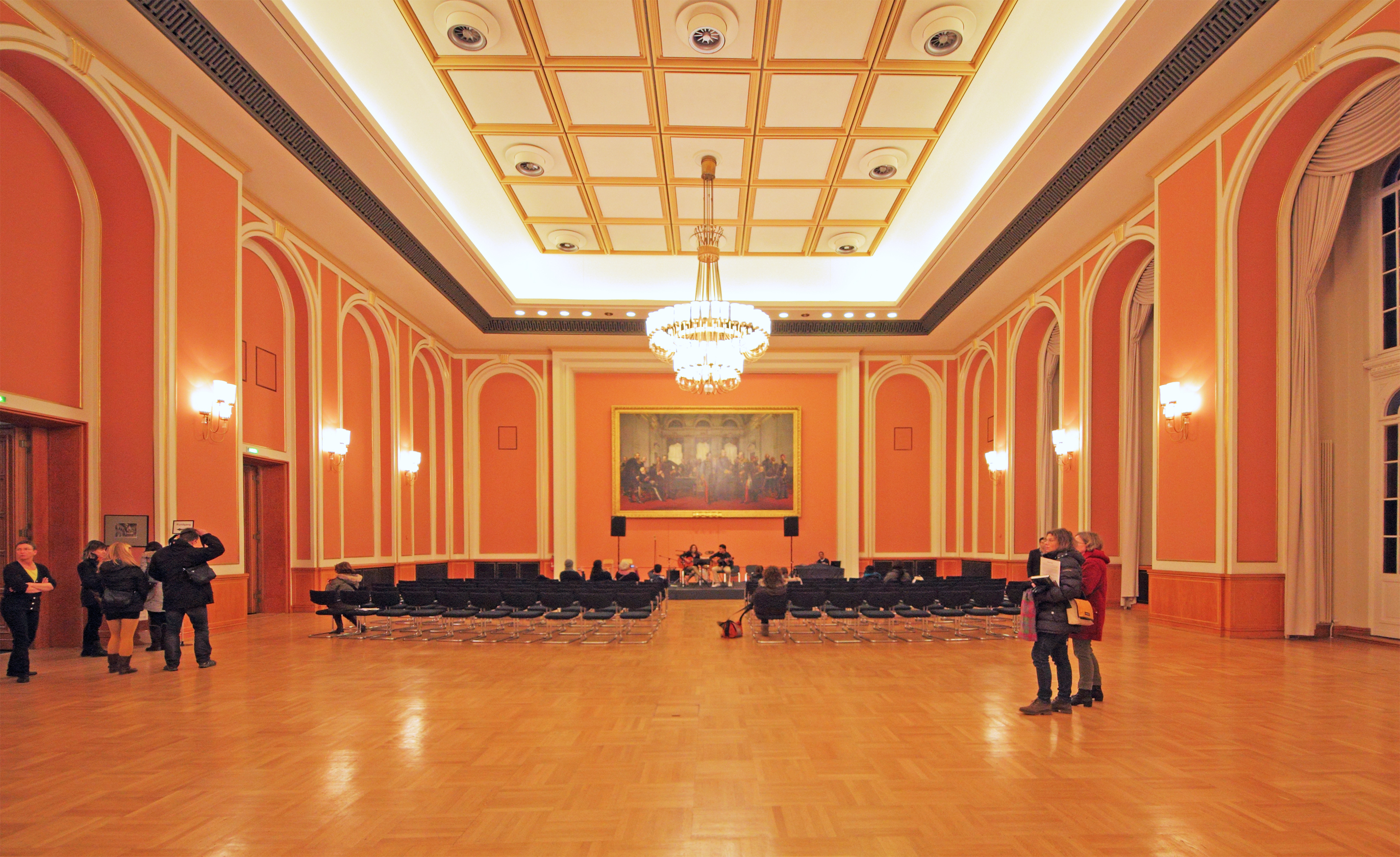
Актовый зал
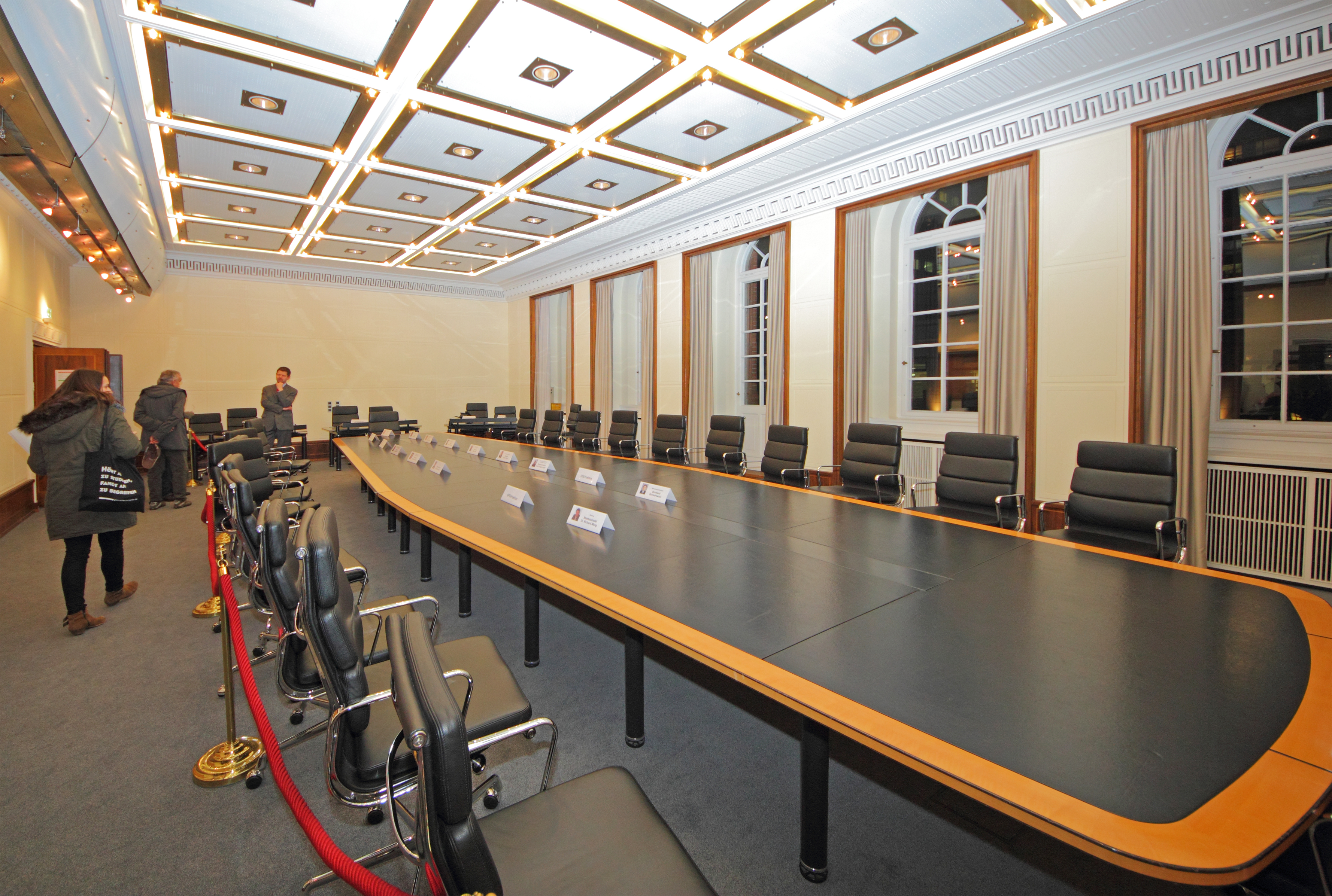
Зал заседаний Сената

## В филателии
Красная ратуша изображена на советской почтовой марке 1959 года.